# ビートリフレ
『ビートリフレ』は、qureateが2022年8月1日にリリースした日本のコンピュータゲーム。プラットフォームはMicrosoft Windows 10対応PC（Steam）。
当初はNintendo Switch用ソフト『マッサージフリークス』として開発されていた。

## 概要
流れる音楽に合わせてマッサージするリズムゲーム。2021年10月25日のqureate独立発表時に「お紳士様ドッキドキのリズムゲームプロジェクト制作開始！」と銘打ち当作制作を発表した。2022年7月7日のティザーサイト公開を経て、同年7月14日にタイトルとゲーム内容を発表。Nintendo Switch用ソフト『マッサージフリークス』として2022年8月4日に発売が予定されていた。
しかし、ゲーム内容が女性蔑視的・性的搾取的である、マッサージ店での性犯罪を想起させるといった批判的な意見が出たり、主要キャラクター6人が「日向坂46」メンバーと同一名であるとの指摘が出た。
また、批判の矛先の一部がNintendo Switchの発売元である任天堂に向けられたこともあって、開発会社は「ゲームの内容に関して調整できるのは当社だけであり、当社に直接届くように意見や感想を送ってほしい」といった内容の声明を出した。なお任天堂は自社プラットフォーム向けのタイトルについて、発売を認める、認めないといった判断は行っていないとしている。
2022年7月22日に本作の発売が無期限延期されることが発表された。また、本作に絡んだ虚偽の風説の流布や業務妨害などに対して法的措置を行うことが発表された。
2022年8月1日に『ビートリフレ』に改題され、Steamで配信された。日向坂46メンバーと同名であると指摘されていた主要キャラクター6人についても、新たなキャラクター名に変更されている。Steamの8月1日の売り上げランキングでは1位を獲得した。

## あらすじ
マッサージ店を営む主人公・指原圧志が様々な悩みを抱える女性にマッサージを施術し、借金を返済していく。

## 登場人物
晴山 友莉音（声：小野早稀）
朝霧 楓乃（声：白石晴香）
雨宮 夢結（声：西明日香）
南雲 椿（声：真野あゆみ）
雪白 千鶴（声：浅倉杏美）
嵐城 花蓮（声：田中理恵）
もみじ（声：森永千才）